# الانتخابات الرئاسية الروسية 2008
الانتخابات الرئاسية الروسية 2008 هي الانتخابات الرئاسية الروسية جرت في 2 مارس 2008، في روسيا، لانتخاب رئيس روسيا.
فاز بالانتخابات دميتري ميدفيديف، وحصل على 52,530,712 صوتاً، وقد بلغت عدد الإصوات المشاركة في الانتخابات 74,746,649 صوتاً، قبل منها 73,731,116 صوتاً.

## المرشحين
| المرشح                        | الحزب | عدد الأصوات | عدد المقاعد |
| ----------------------------- | ----- | ----------- | ----------- |
| دميتري ميدفيديف               |       | 52,530,712  |             |
| غينادي زوغانوف                |       | 13,243,550  |             |
| فلاديمير جيرينوفسكي           |       | 6,988,510   |             |
| Andrei Bogdanov (politician) ‏ |       | 968,344     |             |